# Pico de La Calavera
El Pico de La Calavera es una formación de montaña ubicada en el extremo norte del Municipio Bejuma (Carabobo), Venezuela. A una altitud de 1.682 m s. n. m. el Pico de La Calavera es una de las montañas más altas en Carabobo. 

## Ubicación
El Pico de La Calavera se encuentra al norte de Mariara. Su falda norte se continúa con la Fila San Bernardo a 740 m s. n. m. hasta llegar a la carretera de Ocumara que lleva a la bahía de Ocumare de la Costa.